# نورلند

نورلند

نورلاند (بالسويدية: Norrland)، هي المنطقة الشمالية من أراضي السويد، وتحتوي على تسع محافظات.